# Cerkiew Narodzenia Najświętszej Maryi Panny w Żłobku
Cerkiew Narodzenia Najświętszej Maryi Panny w Żłobku – dawna filialna cerkiew greckokatolicka, wzniesiona w 1830 we wsi Żłobek.
Od 1977 cerkiew pełni funkcję rzymskokatolickiego kościoła filialnego pw. Matki Boskiej Nieustającej Pomocy parafii Podwyższenia Krzyża Świętego w Czarnej. Obiekt włączony do podkarpackiego Szlaku Architektury Drewnianej.

## Historia
Cerkiew w Żłobku powstała w 1830 w miejscu, stojącej niegdyś 300 m na wschód od obecnej, poprzedniej cerkwi, wzmiankowanej już w roku 1782. Po roku 1951 opuszczona. W okresie tym zniknęło z niej ruchome wyposażenie. Do roku 1976 wykorzystywana jako magazyn szyszek. W roku 1977 przejęta przez kościół rzymskokatolicki. W trakcie prac adaptacyjnych usunięto ramę ikonostasu, a oryginalny, zdewastowany ołtarz zastąpiono ołtarzem przeniesionym z cerkwi w Lutowiskach. Po zakończeniu prac w roku 1979 służy jako kościół.

## Architektura i wyposażenie
Cerkiew w Żłobku jest świątynią orientowaną, dwudzielną o konstrukcji zrębowej. Zbudowana została z funduszy państwowych przez Austriaków. Efektem tego jest mocno uproszczona, latynizująca architektura cerkwi. Prezbiterium i szersza od niego nawa wybudowane na planie prostokąta. Do prezbiterium od północy przylega zakrystia. Od zachodu mały przedsionek o konstrukcji słupowej. Nad nawą, prezbiterium i przedsionkiem dachy dwuspadowe, nad zakrystią pulpitowy. Wszystkie kryte gontem.
W świątyni nie zachowały się elementy pierwotnego wyposażenia. Dział Sztuki Cerkiewnej Muzeum Zamku w Łańcucie ma w swoich zbiorach XIX-wieczne chorągwie procesyjne, lichtarze oraz ikonę Matki Boskiej z tutejszej cerkwi.

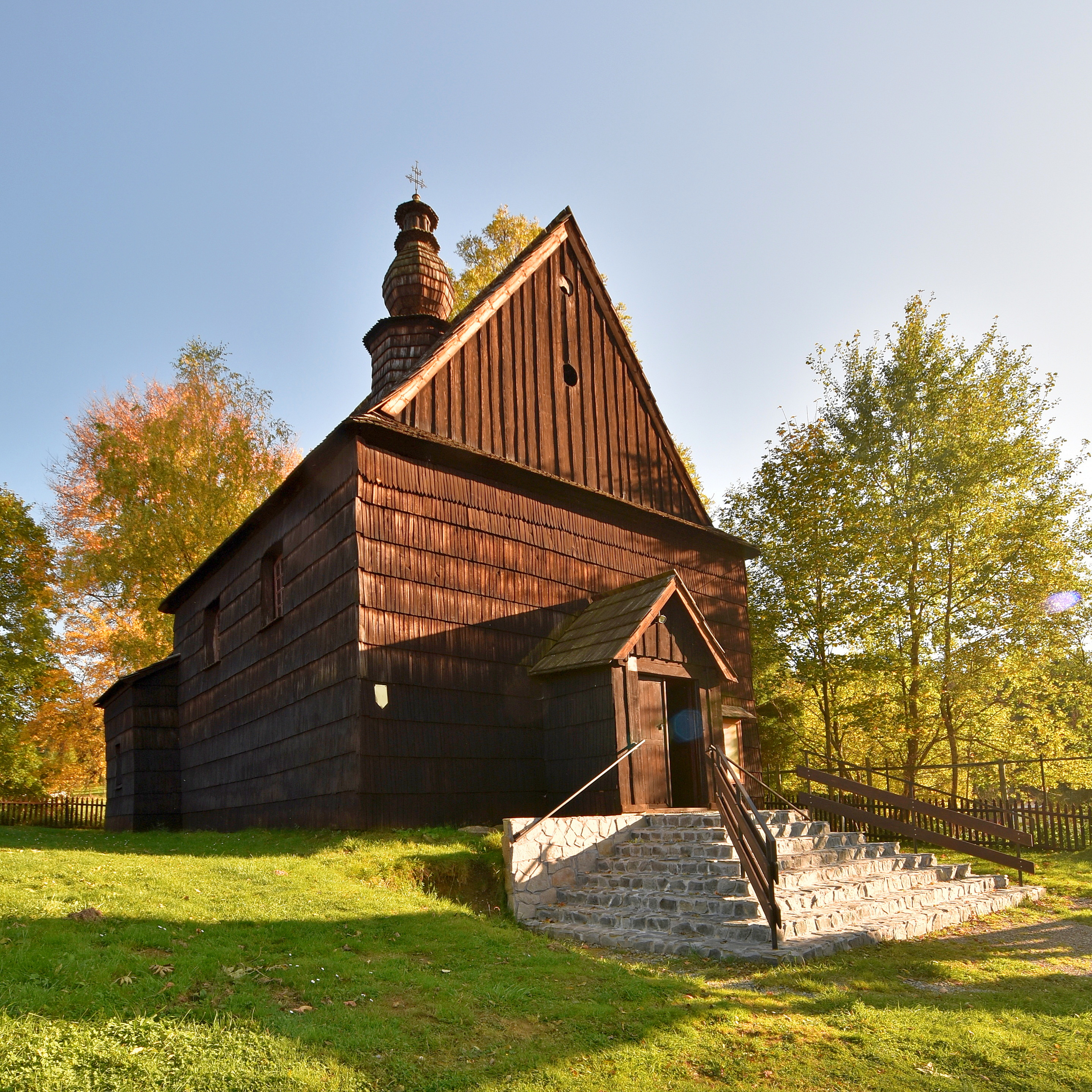
Elewacja boczna
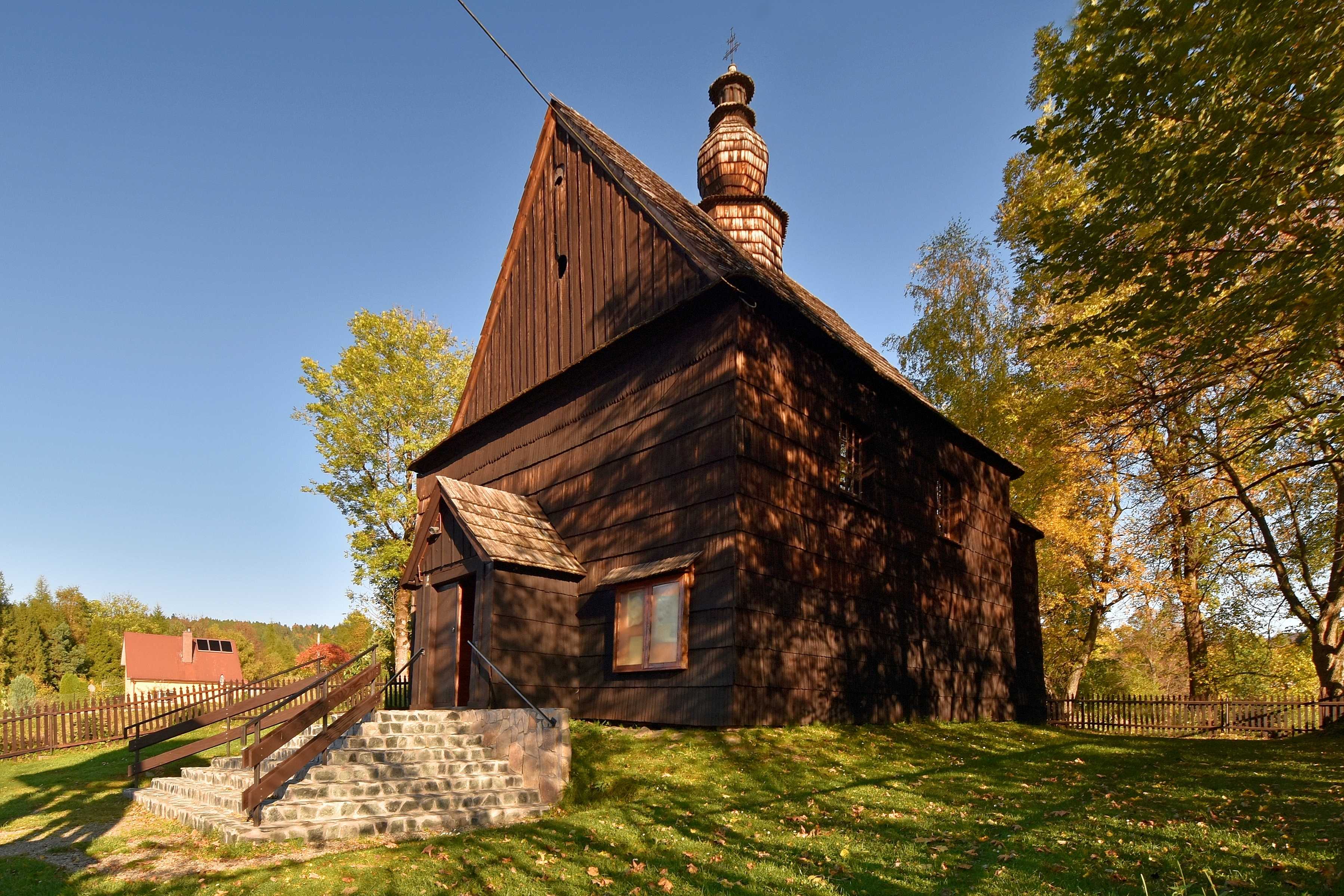
Elewacja boczna
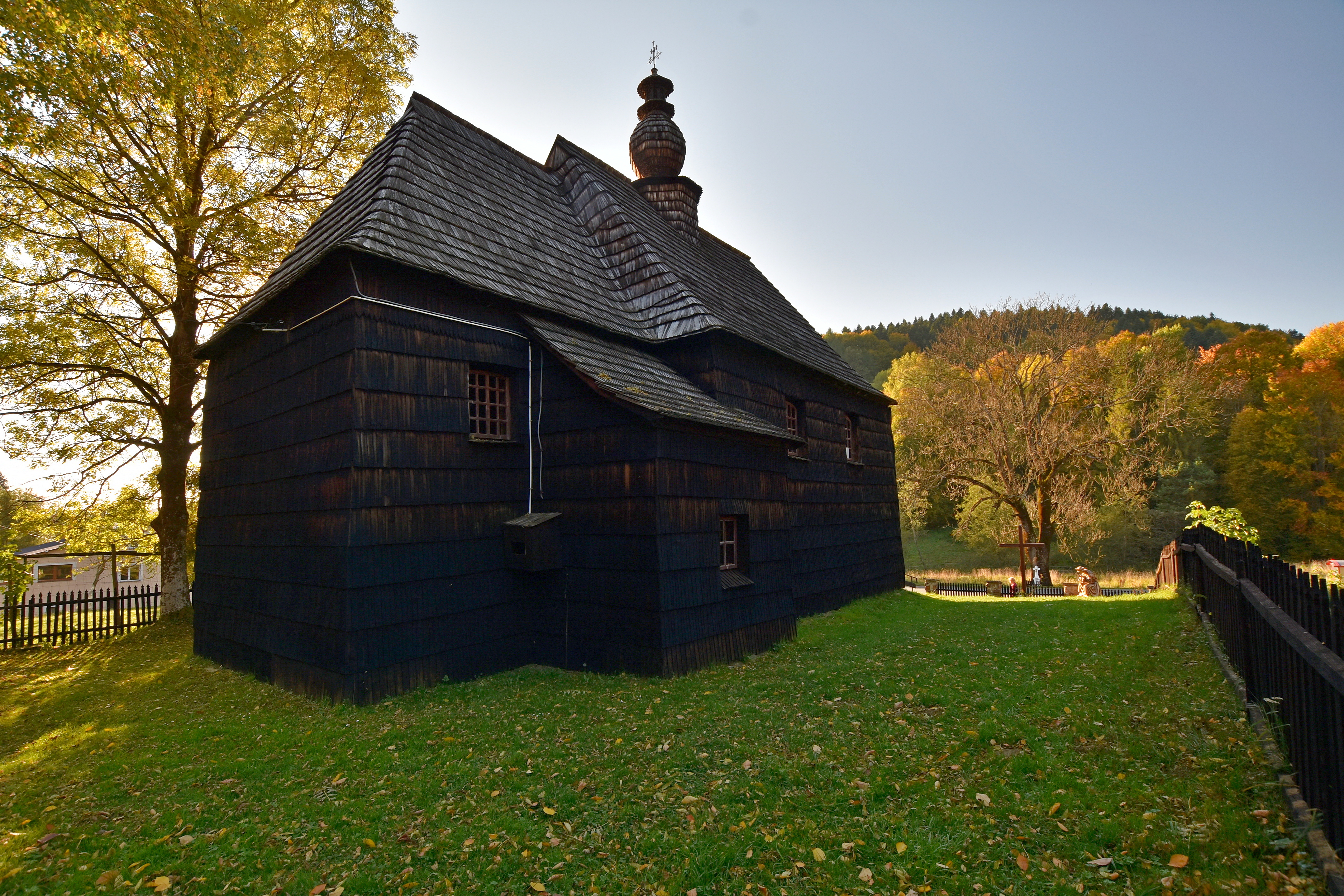
Widok od strony prezbiterium

## Wokół cerkwi
Na północny zachód od cerkwi stała drewniana dzwonnica parawanowa kryta gontowym daszkiem. Aktualnie nie istnieje. Obecnie przy cerkwi stoi nowa drewniana dzwonnica.